# ویلن زاخاریان
ویلن خاچاطوری زاخاریان (ویلن زاکاریان) (ارمنی: Վիլեն Խաչատուրի Զախարյան (Վիլեն Զաքարյան؛ زاده ۱ فوریهٔ ۱۹۳۱ - درگذشته ۲۷ فوریهٔ ۲۰۲۳) کارگردان، فیلم‌نامه‌نویس اهل ارمنستان بود.

## زندگی‌نامه
وی در ۱ فوریهٔ ۱۹۳۱ در ایروان در به دنیا آمد و از انستیتو دولتی هنری و نمایشی ایروان فارغ‌التحصیل گشت.  وی همچنین برنده جوایزی همچون چهره هنری شایسته ارمنستان شوروی () شد. وی در ۲۷ فوریهٔ ۲۰۲۳ در سن ۹۲ سالگی درگذشت.

## نگارخانه

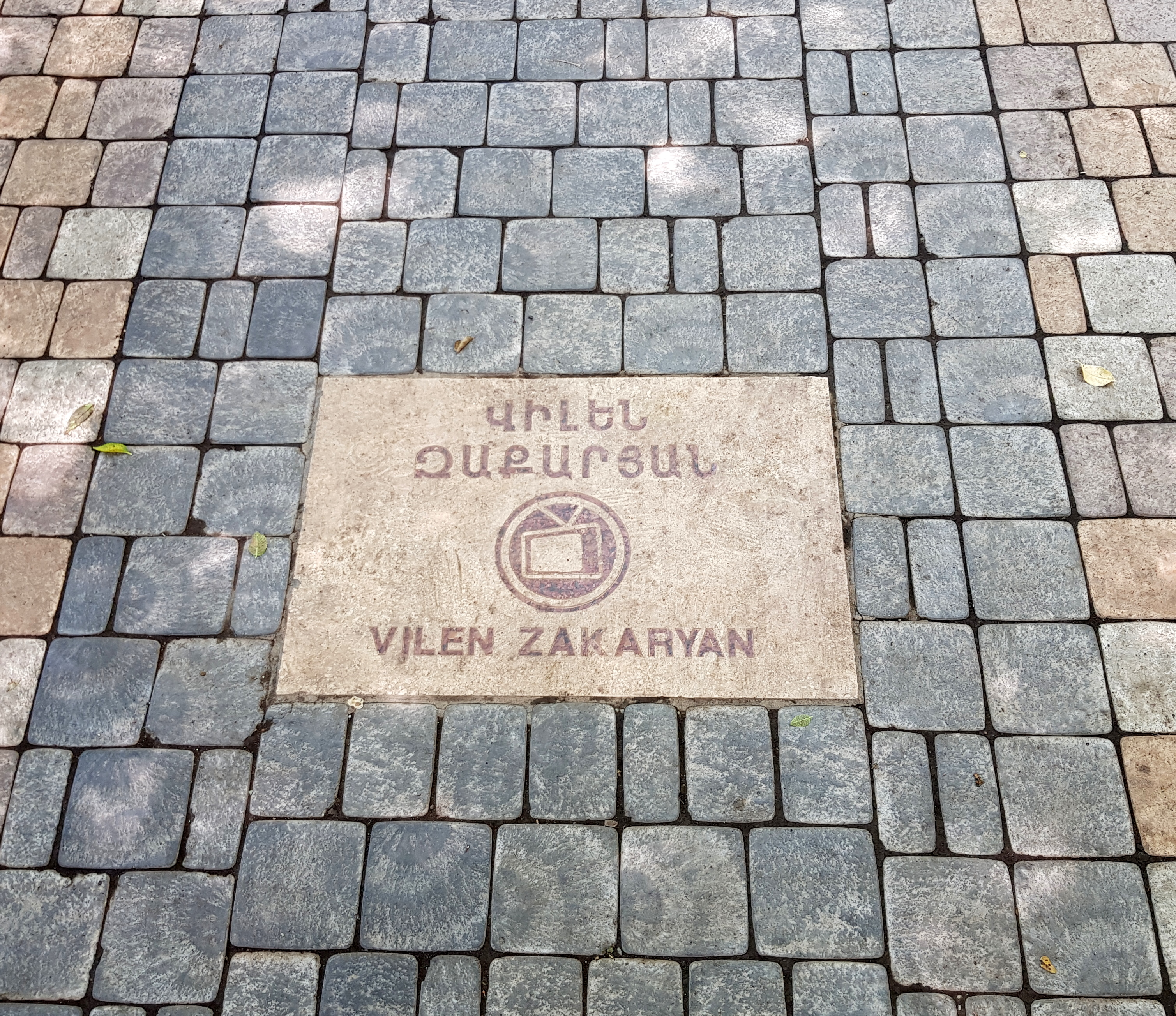